# Sten Nilsson
Sten Erik Oskar Nilsson, född 19 december 1941 i Karlskoga, är en svensk dansbandssångare och saxofonist.
Han bildade tillsammans med bröderna Per och Ebbe Nilsson samt Stanley Granström dansbandet Sten & Stanley 1962. Sten Nilsson uppträder även som soloartist, och Sten och Ebbe Nilsson har varit programvärdar i många radioprogram. 
Före Sten & Stanley spelade han saxofon i Sten Nilsson Jazzband och en kortare tid i Little Gerhards kompband The G-men, där Stanley Granström fanns med sedan tidigare.
Sten Nilsson har deltagit tre gånger i Melodifestivalen. År 1967 gjorde han det med "Svart-Olas polska", 1969 med "Gång på gång" som slutade på en tredjeplats och 1988 med "Kärlek är..." som framfördes med Nilsonettes.